# 오경박사
오경박사(五經博士)는 중국 한나라 때, 『시(詩)』·『서(書)』·『주역(周易)』·『예기(禮記)』·『춘추(春秋)』의 오경(五經)마다 박사관(博士官)을 두어 제자를 양성시켜서 유학의 보급 발달을 도모하는 제도이다. 한국의 백제에서도 시행했다.
오경박사라고 하는 학관(學官) 자체는 이미 전국 시대의 여러 나라에 설치되어 있었다. 진(秦)의 시황제 때에도 다수의 박사가 있었고, 진의 제도를 받아 이은 한(漢)에서도 숙손통(叔孫通) 이후 여러 종류의 박사를 두었다. 한의 문제·경제(景帝)시대(기원전 2세기 전반)에는 이미 유학에 관하여 《시》, 《서》, 《춘추》의 3종의 박사관이 설치되어 있었던 것은 확실하다. 그것을 5경박사에까지 진전시킨 것은 무제(武帝) 즉위 초년의 동중서(董仲舒)의 상주였고, 실제로 5경박사가 설치된 것은 건원(建元) 5년(기원전 136년)의 일이라고 하는 것이 통설이다. 다시 원삭(元朔) 5년(기원전 124년)에는 승상 공손홍(公孫弘)의 상주를 기본으로 하여 각 박사관에 제자 50명을 증원하고, 유학의 교양이 있는 관리를 특히 승진시키는 방침이 취해졌다. 이렇게 하여 유학을 배우는 것이 입신출세에 결부된 결과, 전한말(前漢末)부터 후한(後漢)에 걸쳐 유학은 크게 유행하여 “일경(一經)의 설은 백여 만 가지에 이르고, 대사(大師)의 무리는 천여 명에 이른다”라고 할 정도로 되었다.

## 백제의 오경박사 제도
백제에는 일찍부터 박사 제도가 있었다. 오경박사 이외에도 여러 가지 명칭의 박사가 있었으나 오경박사가 가장 중요시되었으며, 이들은 특히 일본에 초빙되어 문명을 계발하는 데 공헌하였다. 
- 김문정

## 참고 문헌
- 이 문서에는 다음커뮤니케이션(현 카카오)에서 GFDL 또는 CC-SA 라이선스로 배포한 글로벌 세계대백과사전의 내용을 기초로 작성된 글이 포함되어 있습니다.